# Muhos
Muhos est une municipalité du Nord-Ouest de la Finlande, dans la région d'Ostrobotnie du Nord.
On y trouve l'église de Muhos, la seconde plus vieille église en bois encore en service du pays (1634).

## Géographie
La commune est allongée selon un axe NO-SE, bande irrégulière de 50 km de long sur 5 à 15 de large.
Elle est à la fois frontalière de la ville d'Oulu et de la commune de Vaala dans la région du Kainuu.
Les autres communes limitrophes sont Ylikiiminki au nord, Utajärvi à l'est, Liminka au sud et Tyrnävä à l'ouest.
Muhos compte en tout 22 villages.
Le centre administratif est situé à 34 km d'Oulu, bordé par la rivière d'Oulu.
On trouve à proximité la centrale hydroélectrique de Pyhäkoski, construite en 1949 sur les plus importants rapides de la rivière d'Oulu qui voient le fleuve descendre de 32 mètres en quelques centaines de mètres. La centrale a été conçue par Aarne Ervi.
La partie sud-est de la commune est boisée et peu peuplée, avec les premiers reliefs annonçant le Kainuu.

## Démographie
L'évolution démographique de Muhos depuis 1980 est la suivante :
| Année      | 1980  | 1985  | 1990  | 1995  | 2000  | 2005  | 2010  |
| ---------- | ----- | ----- | ----- | ----- | ----- | ----- | ----- |
| population | 6 775 | 7 131 | 7 517 | 7 875 | 7 799 | 8 240 | 8 857 |

| Année      | 2015  | 2020  |
| ---------- | ----- | ----- |
| population | 9 063 | 8 922 |

## Politique et administration

### Conseil municipal
Les sièges des 27 conseillers municipaux sont répartis comme suit:
| Parti     | Parti                                | Sièges 2021–2025 |
| --------- | ------------------------------------ | ---------------- |
|           | Parti social-démocrate de Finlande   | 2                |
|           | Vrais Finlandais                     | 7                |
|           | Parti de la Coalition nationale      | 2                |
|           | Parti du centre                      | 11               |
|           | Alliance de gauche                   | 3                |
|           | Chrétiens-démocrates                 | 0                |
|           | Muhoksen Sitoutumattomat yhteislista | 2                |
| Sources : |                                      |                  |

### Subdivisions administratives
Les villages de Muhos sont: Hyrkäs, Korivaara, Kurkiperä, Laaji, Laukka, Leppiniemi, Montta, Muhosperä, Mökkikylä, Petäikkö, Perukka, Ponkila, Päivärinne, Pälli, Rautionkylä, Rova, Sanginjoki, Soso, Suokylä, Tuppu, Tuuru et Lehtoselkä.

## Transport

### Route
Muhos est traversée par la nationale 22 qui relie Oulu et Kajaani.
Plusieurs bus quotidiens mènent à Oulu et à Kajaani.
La Seututie 834 part du village de Laukaa dans la municipalité de Muhos, où elle bifurque de la route nationale 22.
La route traverse le fleuve Oulujoki et traverse le village de Sanginjoki, pour se terminer dans le village d'Ylikiiminki.
L'Yhdystie 8331, ou Sanginjoentie, part d'Oulu sur la rive nord de l'Oulujoki dans le quartier de Sanginsuu, elle suit la rive nord de la rivière Sanginjoki et se termine dans le village de Sanginjoki dans la municipalité de Muhos.
L'Yhdystie 8300 part d'Oulu, suit la rive nord du fleuve Oulujoki puis elle traverse Montta jusqu'à Vaala, où elle rejoint la route nationale 22.
La Seututie 827 traverse le village de Tyrnävä et le village d'Ängeslevä jusqu'au village Soso e la municipalité de Muhos, où elle se termine dans route nationale 22.
La route du goudron traverse Muhos.

### Ferroviaire
La ligne Oulu–Kontiomäki passe par la gare ferroviaire de Muhos.

### Aérien
L'aéroport d'Oulu est situé à Oulunsalo, à 50 km à l'ouest de Muhos.

## Économie

### Principales entreprises
En 2021, les principales entreprises de Muhos par chiffre d'affaires sont :
| Société                  | C.A. |
| ------------------------ | ---- |
| Hydnum Oy                | 6 M€ |
| K-Rauta Muhos            | 4 M€ |
| JHM-Service Oy           | 3 M€ |
| Revon Turistiliikenne Oy | 3 M€ |
| Fixus myymälä            | 3 M€ |
| Kodikaslämpö Oy          | 3 M€ |
| Muhoksen Vesihuolto Oy   | 2 M€ |
| Oulujoen perhekoti       | 2 M€ |
| PTP Luttinen Oy          | 2 M€ |
| Reteko Muhos             | 1 M€ |

### Employeurs
En 2021, les plus importants employeurs privés de Muhos sont:
| Employeur                       | Employés |
| ------------------------------- | -------- |
| Päivärinteen Timantti Oy        | 71       |
| Hydnum Oy                       | 54       |
| Oulun Seudun Sairaankuljetus Oy | 31       |
| Revon Turistiliikenne Oy        | 26       |
| Kodikaslämpö Oy                 | 21       |
| Oulujoen perhekoti              | 20       |
| Fixus myymälä                   | 19       |
| JHM-Service Oy                  | 19       |
| Alina Oulu                      | 12       |
| Eledux Oy                       | 11       |

## Personnalités
- Kalle Anttila (1887-1975), lutteur olympique
- Armi Kuusela (née en 1934), Miss Univers 1952
- Tapio Sipilä (né en 1958), lutteur
- Jani Tuppurainen (né en 1980), joueur de hockey
- Pirkko Mattila, député

## Galerie

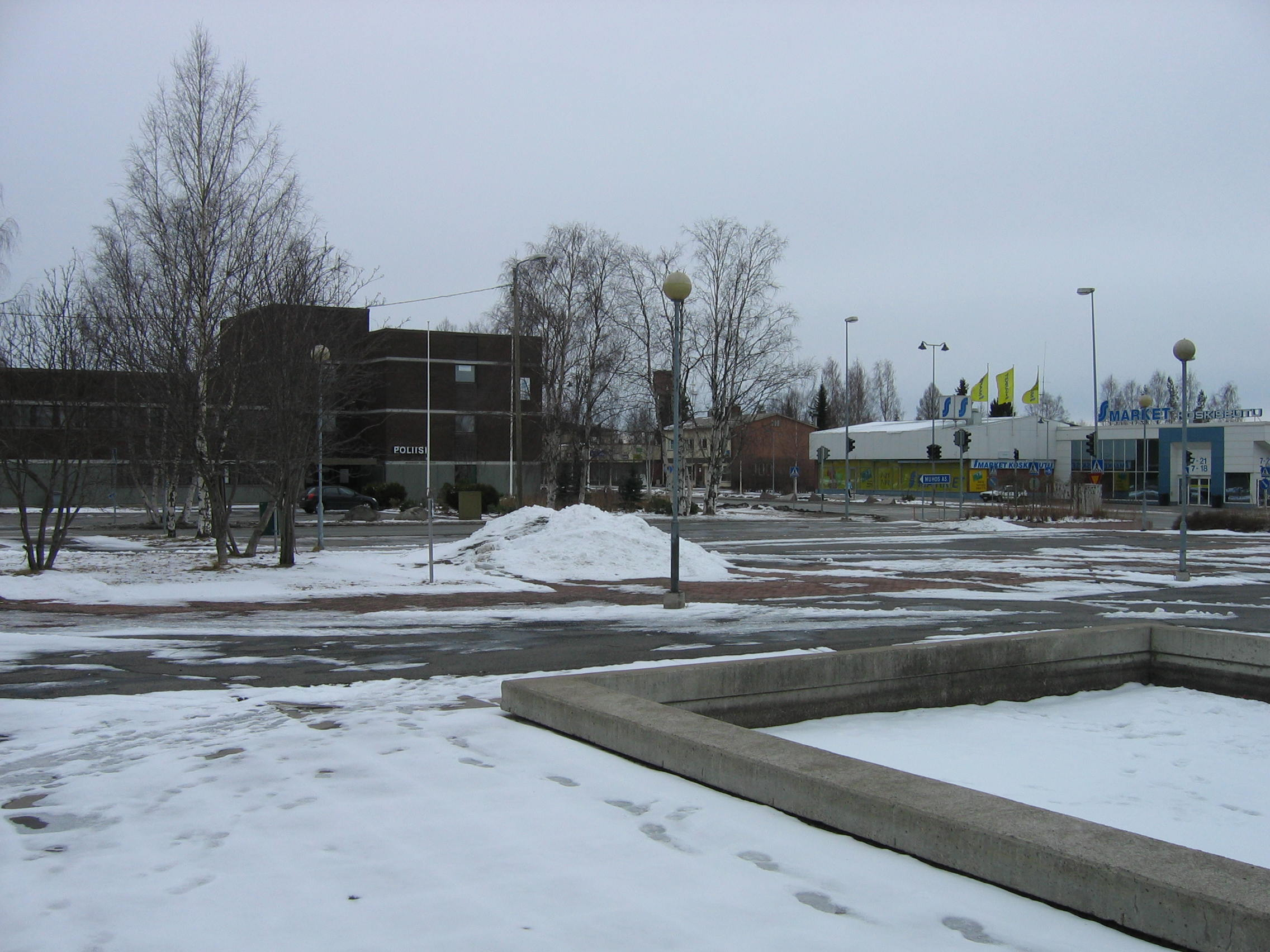
Centre de Muhos.
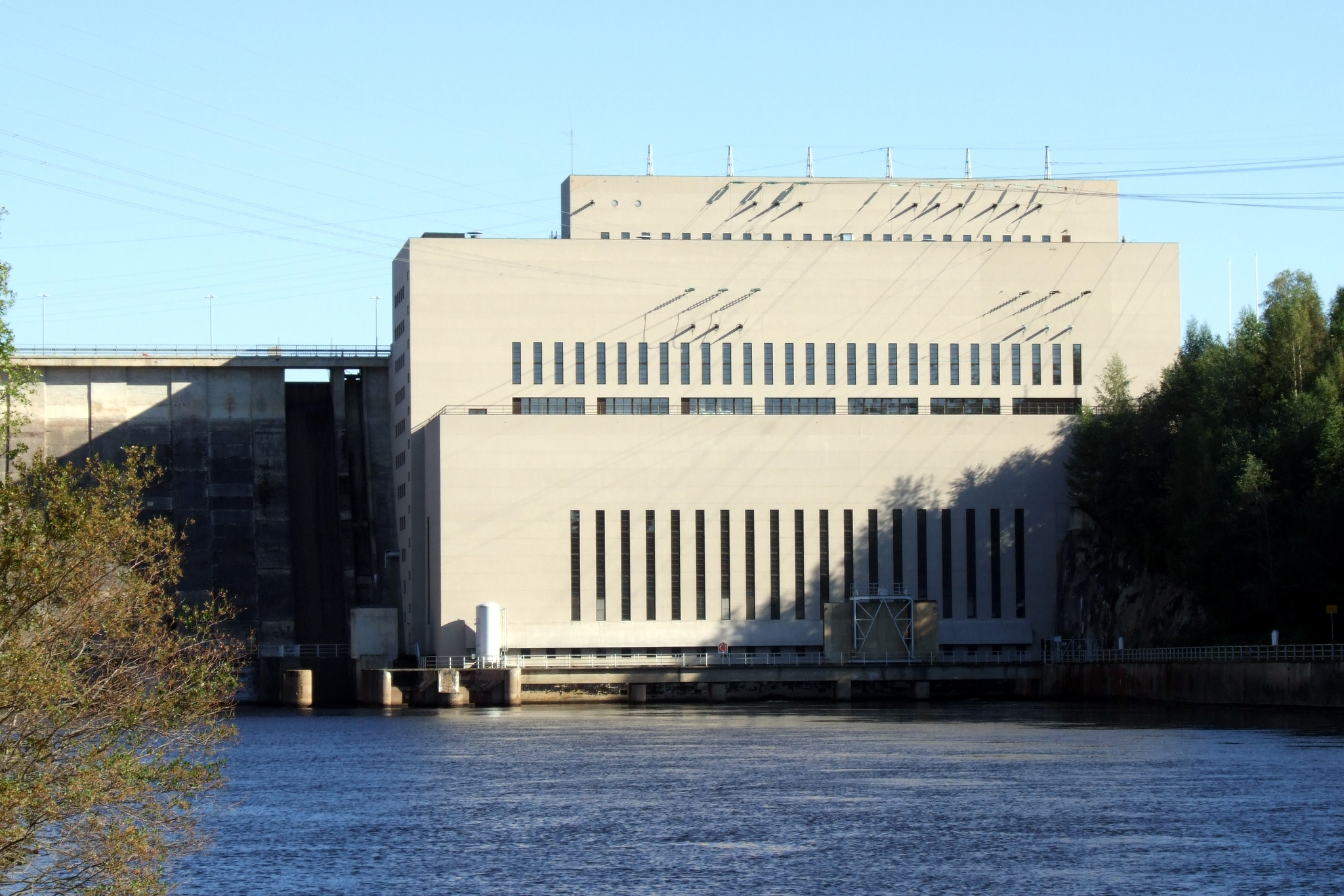
Centrale hydroélectrique de Pyhäkoski.
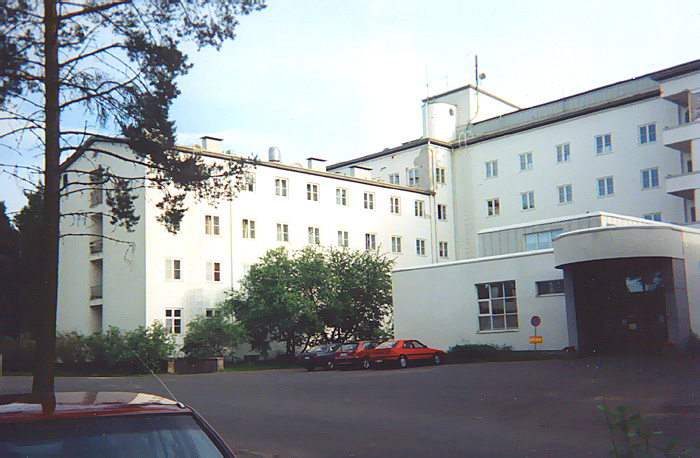
Sanatorium de Päivärinne.
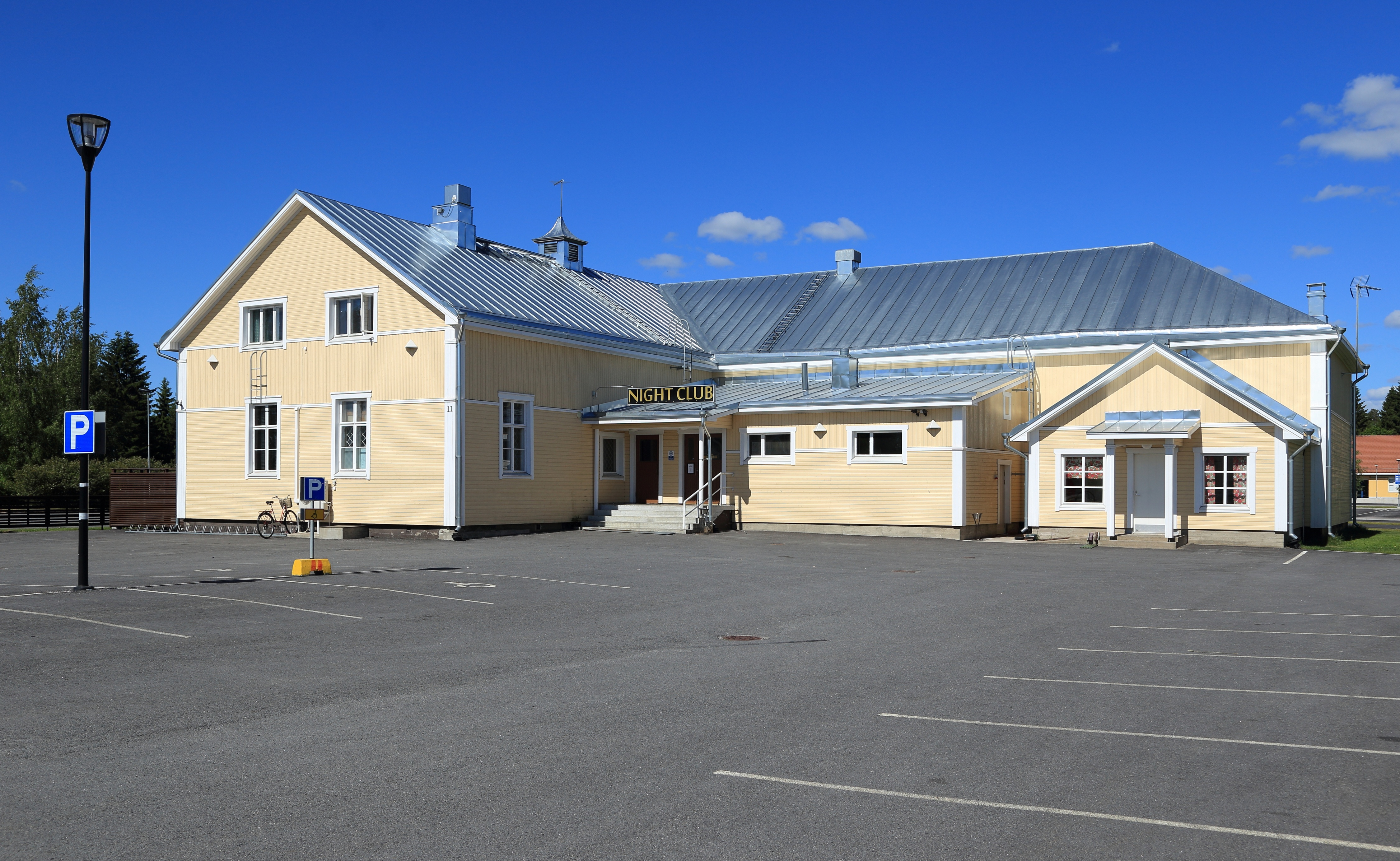
Maison des travailleurs.